# 용담 고씨
용담 고씨(龍潭高氏)는 전라남도 진안군을 본관으로 하는 한국의 성씨이다.
시조는 고려에서 삼중대광(三重大匡)을 지낸 제주 고씨의 고여경이며, 이후 제주 고씨와 합본했다.

## 참고 자료
- “용담고씨(龍潭高氏)”. 뿌리를 찾아서.[깨진 링크(과거 내용 찾기)]